# Meine Liebe
Pour les articles homonymes, voir Liebe.
Meine Liebe est une série de jeux vidéo de drague.
Il a été adapté en anime en 2004 par le studio Bee Train et réalisé par Kōichi Mashimo sous le titre Gin'yū Mokushiroku Meine Liebe (吟遊黙示録 マイネリーベ, mon amour). Cet anime a été diffusé sur Animax au Japon. Une deuxième série intitulée Gin'yū Mokushiroku Meine Liebe wieder (吟遊黙示録 マイネリーベ ヴィーダー, mon amour encore) a été diffusée en 2006.
Un manga de Kaori Yuki et Rei Izawa existe également.

## Histoire
Le genre est shōjo et historique avec un peu d'éléments de fantasy. L'action se déroule dans le royaume européen fictif de Kuchen, situé dans l'océan Atlantique, au sud-ouest des îles Britanniques. La culture de Kuchen est semblable à celle de l'Allemagne du XIXe siècle.
L'histoire se déroule surtout à l'académie Rozenstolz et cinq des personnages principaux sont de ses étudiants, tous des candidats au Strahl, une des plus hautes fonctions politiques du pays (Strahl signifie rayon en allemand). L'un d'eux, Naoji Ishizuki, est un étudiant visiteur du Japon, d'où l'insertion d'arts martiaux japonais dans l'histoire, par exemple dans les combats d'épée.

## Personnages
- Orpherus Fürst von Marmelade nahe Gorz / Takahiro Sakurai
- Edward Markgraf von Sekt nahe Braunschweig / Tomokazu Seki (Shotaro Morikubo dans le drama CD)
- Ludwig Herzog von Mohn nahe Liechtenstein / Toshihiko Seki (Akira Ishida dans le drama CD)
- Camus Pfalzgraf von Silvaner Lüneburg / Soichiro Hoshi (Kōki Miyata dans le drama CD)
- Naoji Ishizuki / Akira Ishida (Tomokazu Sugita dans le drama CD)
- Isaac Cavendish / Takehito Koyasu

## Épisodes

### Première saison
- Épisode 1 : Hubris
- Épisode 2 : Scandal
- Épisode 3 : Blossom
- Épisode 4 : Foreign Country
- Épisode 5 : Hauteur
- Épisode 6 : Devoir
- Épisode 7 : Cheerful Faces
- Épisode 8 : Tactics
- Épisode 9 : Mirror Image
- Épisode 10 : Turbidity
- Épisode 11 : Reality
- Épisode 12 : Wreckage
- Épisode 13 : Intellection

### Deuxième saison
- Épisode 1 : Jokyoku (序曲, ouverture?) 2006-01-22
- Épisode 2 : Kakumei (革命, révolution?) 2006-01-29
- Épisode 3 : Shōsha (勝者, vainqueur?) 2006-02-05
- Épisode 4 : Shōsō (焦燥, impatience?) 2006-02-12
- Épisode 5 : Reiu (冷雨, pluie froide?) 2006-02-19
- Épisode 6 : Rakuen (楽園, paradis?) 2006-02-26
- Épisode 7 : Kiten (起点, origine?) 2006-03-05
- Épisode 8 : Yōkō (陽光, lumière du soleil?) 2006-03-12
- Épisode 9 : Tōbō (逃亡, évasion?) 2006-03-19
- Épisode 10 : Sakusō (錯綜, complication?) 2006-03-26
- Épisode 11 : An'ei (暗影, ombre?) 2006-04-02
- Épisode 12 : Taiji (対峙, confrontation?) 2006-04-09
- Épisode 13 : Kibō (希望, espoir?) 2006-04-13